# Comuna Topilnea, Luhînî
Topilnea (în ucraineană Топільнянська сільська рада) este o comună în raionul Luhînî, regiunea Jîtomîr, Ucraina, formată din satele Ceapaievka și Topilnea (reședința).

## Demografie
Componența lingvistică a comunei Topilnea
     Ucraineană (98,51%)
     Rusă (1,49%)
Conform recensământului din 2001, majoritatea populației comunei Topilnea era vorbitoare de ucraineană (98,51%), existând în minoritate și vorbitori de rusă (1,49%).